# Synagoge (Haarlem)
De synagoge van Haarlem was een synagoge van de Nederlands Israëlitische Gemeente in de Nederlandse stad Haarlem. De synagoge bevond zich in het centrum aan de Lange Begijnestraat. De synagoge werd in 1943 door de Holocaust buiten gebruik gesteld en werd gelijktijdig als papieropslag in gebruik genomen door drukkerij Joh. Enschedé. In 1953 is het gebouw bij een brand verloren gegaan. Op de plaats bevindt zich de Schuur.

## Geschiedenis

### Oprichting
Tot de bouw van de synagoge werd besloten in de eerste helft van de negentiende eeuw, omdat de eerste sjoel niet meer voldeed. Die eerste sjoel was een klein woonhuis aan het Goudsmidspleintje, even verderop. Aan buitenzijde van dat kleine pand is in het muurwerk nog steeds te zien waar zich ooit de opbergplaats van de gebedsrollen bevond.
De synagoge werd ingewijd in 1841. Het werd in 1896 verdubbeld qua zitplaataen en kreeg, opgetrokken in neo-gotische stijl, twee torens. Op de voorgevel stond een vers uit psalm 84 geschreven: Ma Jedidous Misjkenousego Hasjeim Tsewoous ('Hoe lieflijk zijn Uwe woningen, Eeuwige!').
Het pand vormde het hart van de Haarlemse Joodse gemeenschap, die voor de oorlog een van de grootste buiten Amsterdam was en zelfs over een eigen ziekenhuis beschikte. Onder de bezoekers van de synagoge bevonden zich bekende figuren, zoals vermoedelijk dichter en zionist Jacob Israël de Haan, die eind negentiende eeuw zijn opleiding tot onderwijzer volgde aan de Haarlemse Rijkskweekschool. De spil van het Joodse leven in Haarlem was gedurende vijftig jaar rabbijn Simon de Vries, een van de zeer weinige Joodse geestelijken in het vooroorlogse Nederland die het zionisme aanhingen. Elke vrijdagavond schreef hij een stuk in de Oprechte Haarlemsche Courant.

### Oorlogsjaren
In 1943, midden in de oorlog, had de naastgelegen drukkerij Joh. Enschedé het pand in gebruik genomen als papieropslag, nadat het interieur - vermoedelijk in opdracht van de bezetter - door een plaatselijke sloper naar buiten was getrokken en afgevoerd. De Haarlemse Joden waren op dat moment allemaal ondergedoken of weggevoerd en konden van het gebedshuis geen gebruik meer maken.
De in Haarlem populaire versie van het verhaal dat de onttakeling van het interieur het werk is geweest van een groep vernielzuchtige NSB'ers, wordt niet door bronnen gestaafd.
Tijdens de bezetting betaalde Joh. Enschedé huurpenningen aan het zogeheten Commissariaat van niet-commerciële vereenigingen en stichtingen. Deze instantie beheerde Joodse onroerende goederen die door de bezetter waren onteigend.
Na de bevrijding was de drukkerij niet van zins het pand terug te geven aan het handjevol Joden dat de oorlog had overleefd. Lange onderhandelingen volgden, waarbij de Nederlands-Israëlitische Gemeente (NIG) uiteindelijk het onderspit delfde, zo blijkt uit de notulen van de kerkeraad van de NIG en die van de directie van Joh. Enschedé. Vanaf september 1945 probeerde de NIG haar bezit terug te krijgen, maar de drukkerij hield vol dat zij de magazijnruimte onmogelijk kon missen. Na eindeloos onderhandelen kocht het bedrijf de oude synagoge van de NIG, die de hoop op terugkeer naar het oude gebouw inmiddels had opgegeven.
Met het bedrag van de verkoop aan Enschede kocht de Joodse gemeente een pand aan het Kenaupark 7 waarin de nieuwe sjoel werd ondergebracht. Het bouwwerk is niet als zodanig herkenbaar. De gebedsruimte is op 18 december 1949 ingewijd in het  in een villa aan het Kenaupark op de eerste verdieping. Beneden bevinden zich de bestuurskamer en een recreatiezaal. Sinds 2013 is de Joodse Gemeenschap vertrokken uit het Kenaupark en daarmee uit heel Haarlem, zij betrokken een pand in Heemstede.

### Afbraak
Op 11 april 1953 ging het voormalige synagogegebouw in vlammen op. Enschede bouwde er nieuwbouw voor de drukkerij. Bij de afbraak in de jaren tachtig van dit industriecomplex van de firma Joh. Enschedé, die de Haarlemse binnenstad verruilde voor een plek op het industrieterrein de Waarderpolder buiten de stad, ontstonden naast de plek waar ooit de oude synagoge stond twee nieuwe pleinen. Ter herinnering aan het verdwenen Joodse godsdienstige leven hier, zijn zij Simon de Vrieshof en Philip Frankplein genoemd, naar de laatste twee vooroorlogse rabbijnen van Haarlem. In 1980 is een herdenkingsplaat aangebracht in de muur van de Toneelschuur. In 2012 is aan de achterzijde het Joods monument geplaatst.

## Foto's

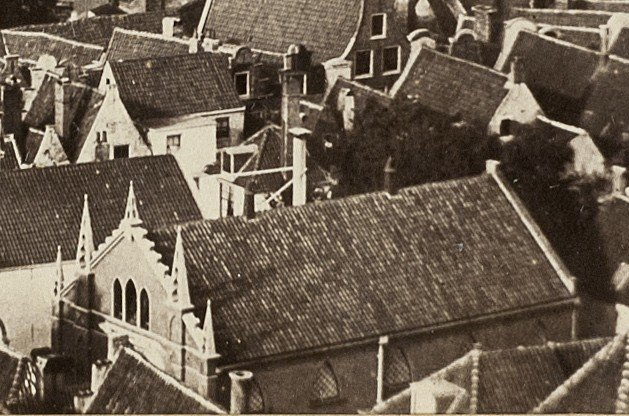
Synagoge in 1858
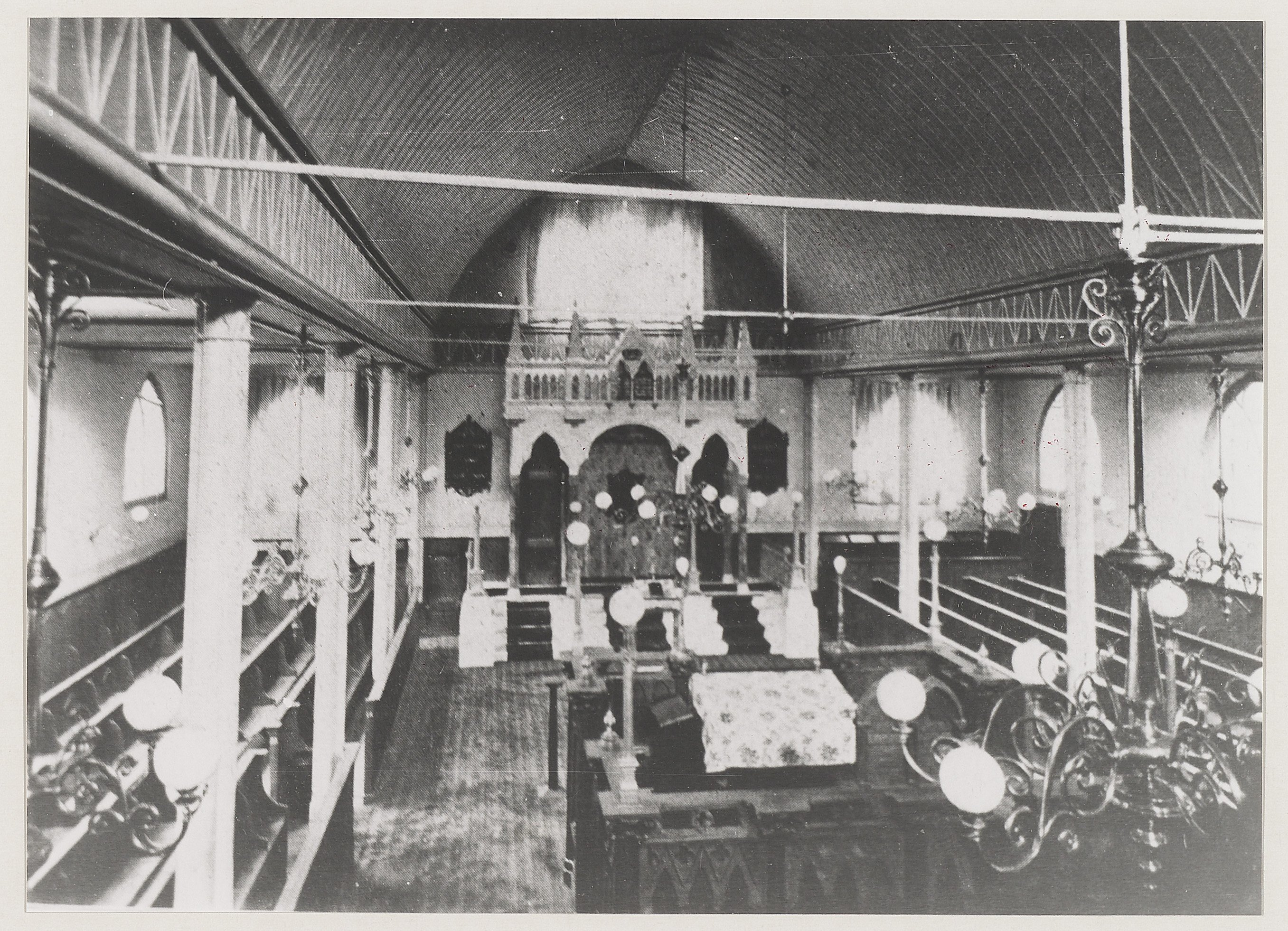
Interieur in 1911
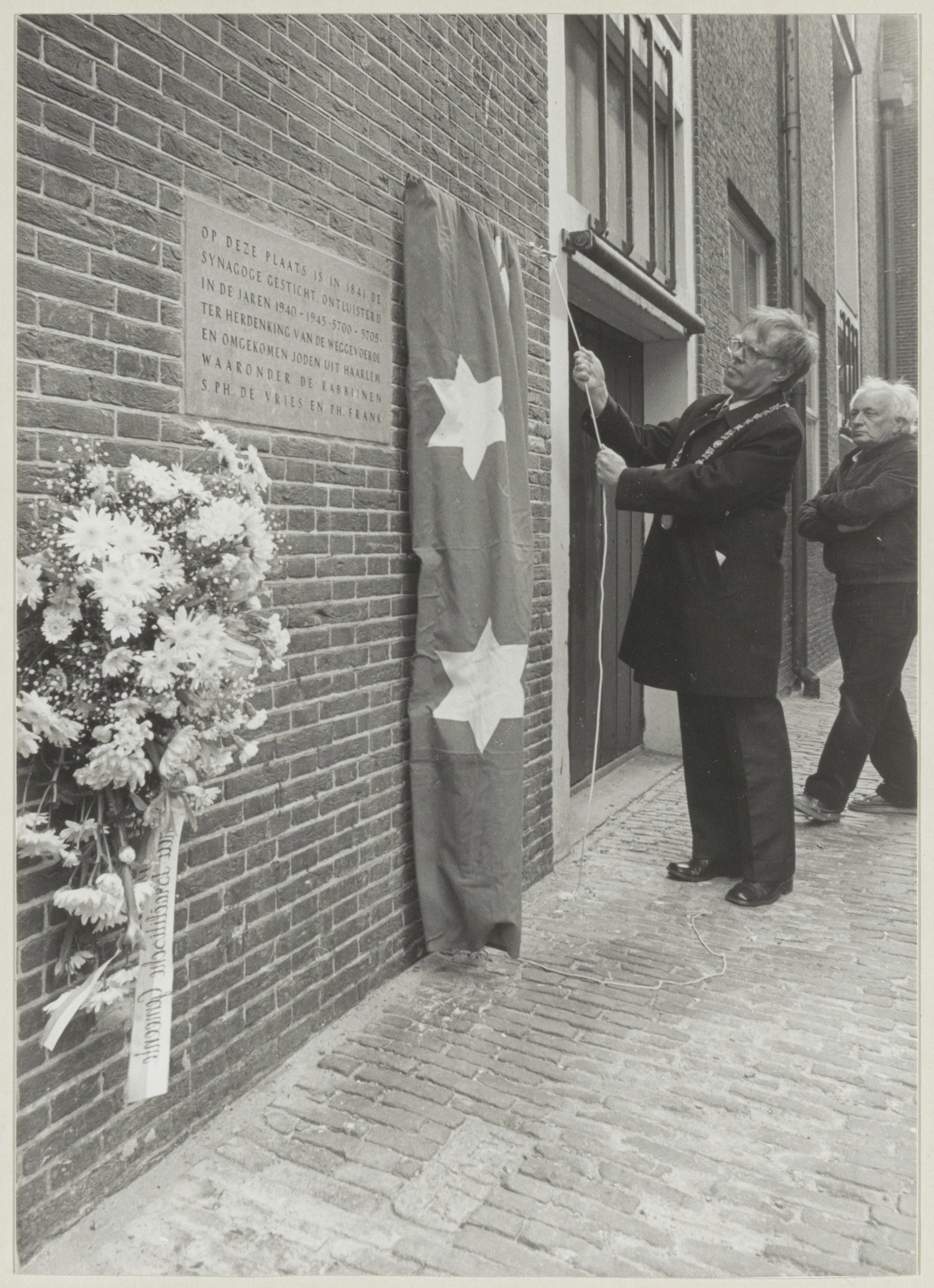
Burgemeester Reehorst onthult in 1980  op de plaats van de voormalige synagoge een gedenkplaat van de Haarlemse Joden die in WO II omkwamen
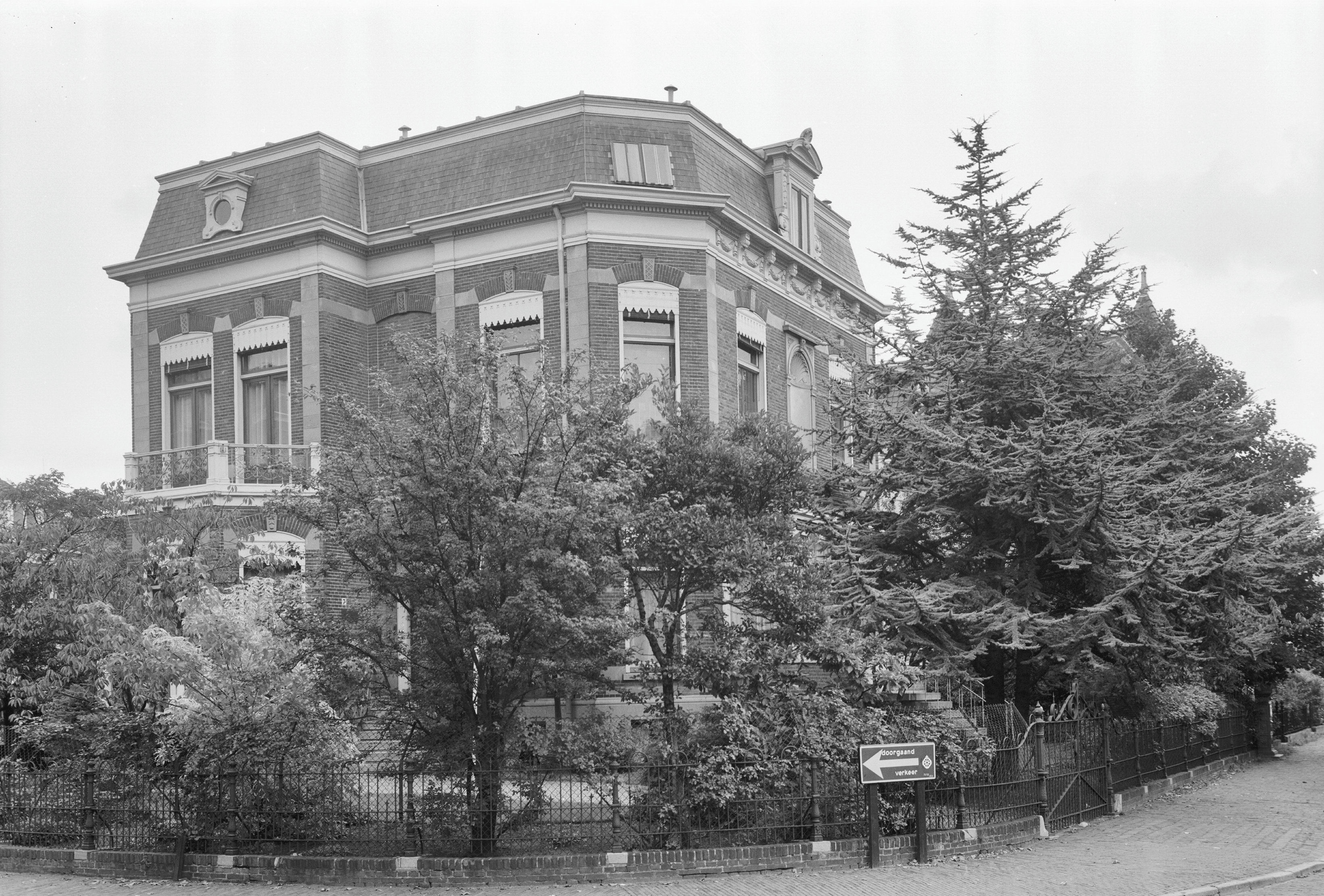
De synagoge aan Kenaupark 7 in 1964